# Molophilus longioricornis
Molophilus longioricornis là một loài ruồi trong họ Limoniidae. Chúng phân bố ở miền Australasia.